# Claude Labat
Claude Labat, né en 1947 à Orthez, est un écrivain, historien, mythologue basque français, spécialiste et chercheur de la mythologie basque et pyrénéenne, et enseignant retraité de physique-chimie et arts plastiques.
Membre fondateur de l'association Lauburu, il en est aujourd'hui le secrétaire. Claude Labat s'implique dans la sauvegarde du patrimoine architectural, historique et ethnographique du Pays basque en collaborant entre autres avec le CPIE du Littoral Basque et l'Espace culturel des grottes d'Isturitz et d'Oxocelhaya.
Comme tout historien, il s'attache à restituer la vérité historique à des sujets qui sont souvent déformés par l'imaginaire collectif, comme le démontre son ouvrage sur les procès en sorcellerie de 1609. La mythologie basque est pour lui une manière de faire découvrir le Pays basque. Selon Claude Labat, « toute mythologie parle de la condition humaine, elle éclaire avec pertinence notre histoire et notre quête du bonheur en nous replaçant face à nos responsabilités sans pour autant nous imposer une doctrine. Les mythes sont des balises qui guident l’Humanité vers... plus d’humanité ! »